# اعتراضات ۲۰۱۳–۲۰۱۲ مصر

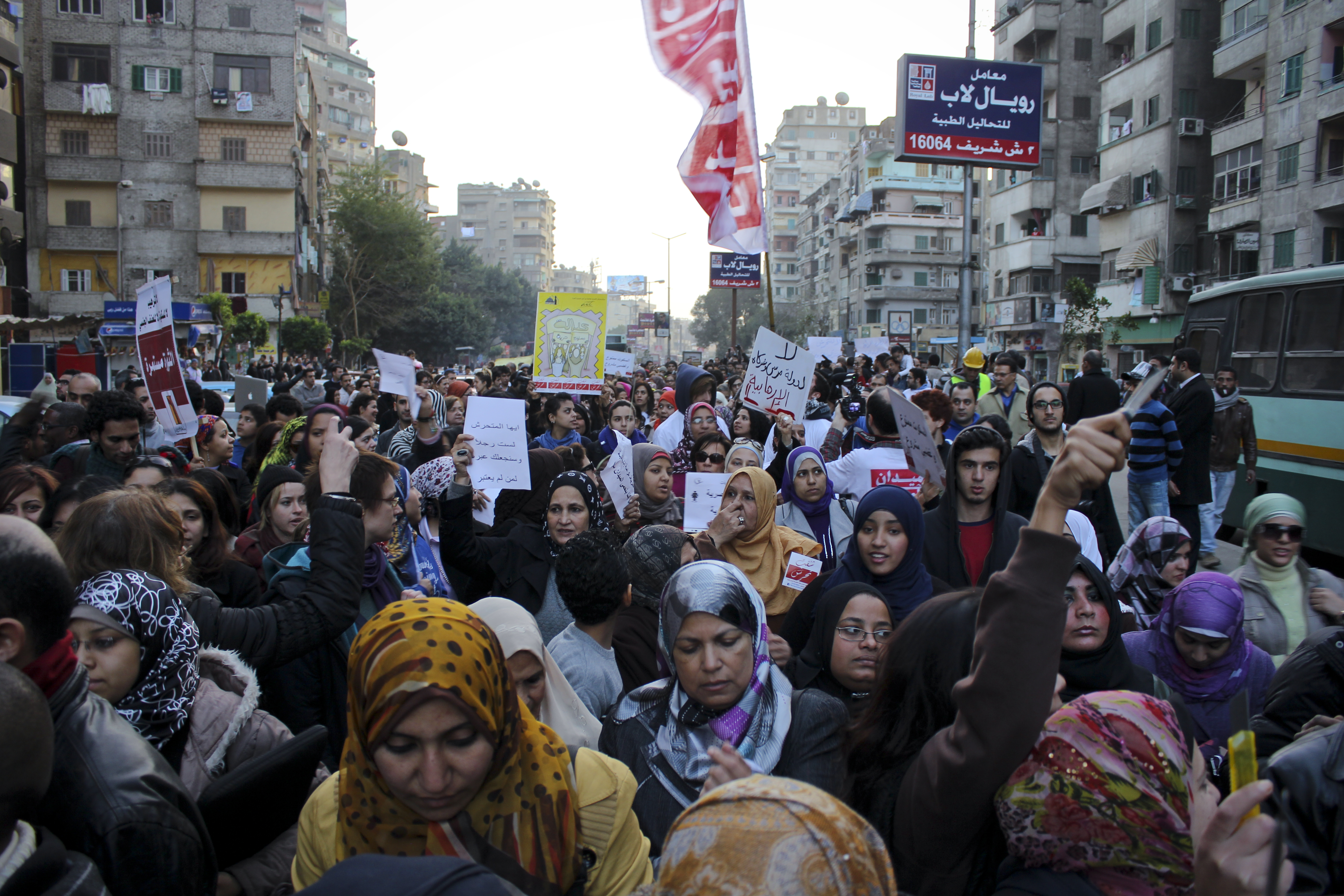
نمایی از اعتراضات ۲۰۱۲/۱۳ مصر در میدان تحریر - ۶ فوریه ۲۰۱۳

در ژوئن ۲۰۱۳ و در سالگرد تحلیف محمد مرسی، نخستین رئیس‌جمهور انقلاب ۲۰۱۱ مصر، موج جدیدی از اعتراضات در این کشور علیه دولت جدید شکل گرفت. مخالفان که در رأس آن‌ها محمد البرادعی قرار دارد، خواهان کناره گیری مرسی از قدرت و برگزاری انتخابات زودهنگام در مصر هستند.
با شدت گرفتن اعتراضات وزرای کشور، امور خارجه، دفاع، محیط زیست، گردشگری، دادگستری و برنامه ریزی مصر و همچنین نخست وزیر دولت مرسی یکی پس از دیگری استعفا کردند. در عین حال که مخالفان مرسی در میدان تحریر قاهره تجمع نموده‌اند، حامیان وی نیز در حوالی مسجد رابعه به شعار دادن در حمایت از رئیس‌جمهور پرداختند. با وجودی که مرسی از ضعف‌های دولت نوپا سخن گفته و از مردم عذرخواهی کرده‌است، اما اعتراضات همچنان رو به گسترش است. ارتش نیز برای طرفین ضرب الاجل تعیین کرده که اگر به اختلافات پایان ندهند وارد عمل خواهد شد. مرسی اظهارات ارتش را در این مورد غیرقانونی دانست.  نهایتاً شدت اعتراضات موجب شد تا در شبانگاه سوم ژوئیه ارتش مصر محمد مرسی را از قدرت برکنار کرده و عدلی منصور ، رئیس دادگاه قانون اساسی مصر به عنوان رئیس‌جمهور موقت تعیین شد.